# دلووها لهوتا (منطقه تابور)
دلووها لهوتا (منطقه تابور) (به چکی: Dlouhá Lhota) یک منطقهٔ مسکونی در جمهوری چک است که در منطقه تابور واقع شده‌است. دلووها لهوتا ۴٫۴۳ کیلومتر مربع مساحت و ۱۷۷ نفر جمعیت دارد و ۴۵۵ متر بالاتر از سطح دریا واقع شده‌است.